# Celedonio (nombre)
Celedonio es un nombre propio masculino de origen griego en su variante en español. Proviene del griego Χελιδόνιος, de χελιδών, "golondrina".

## Santoral
3 de marzo: San Celedonio.

## Variantes
- Femenino: Celedonia.

### Variantes en otros idiomas
| Variantes en otras lenguas | Variantes en otras lenguas |
| -------------------------- | -------------------------- |
| Español                    | Celedonio                  |
| Asturiano                  | Celedoniu                  |
| Catalán                    | Celdoni                    |
| Euskera                    | Kelidoni                   |
| Francés                    | Chélidoine                 |
| Griego                     | Χελιδόνιος (Khelidónios)   |
| Inglés                     | Celedonius                 |
| Italiano                   | Celidonio                  |
| Latín                      | Celedonius                 |
| Portugués                  | Celidônio                  |